# Yūki Aida
Yūki Aida (japanisch 相田 勇樹 Aida Yūki; * 3. August 1998 in der Präfektur Tokio) ist ein japanischer Fußballspieler.

## Karriere
Yūki Aida erlernte das Fußballspielen in der Schulmannschaft der Yamanashi Gakuin University High School sowie in der Universitätsmannschaft der Sapporo University. Seinen ersten Vertrag unterschrieb er im Februar 2021 bei Vanraure Hachinohe. Der Verein aus Hachinohe, einer Hafenstadt in der Präfektur Aomori im Nordosten von Honshū, spielte in der dritten japanischen Liga, der J3 League. Sein Profidebüt gab Yūki Aida am 14. März 2021 (1. Spieltag) im Auswärtsspiel gegen den FC Gifu. Hier wurde er in der 45. Minute für den verletzten Keita Takami eingewechselt. In seiner ersten Saison bestritt er 22 Drittligaspiele. Nach drei Spielzeiten, in denen er 85 Ligaspiele bestritt, wechselte er im Januar 2024 zum Zweitligisten Renofa Yamaguchi FC. Nach einer Spielzeit, in der er 31 Ligaspiele bestritt, wechselte er im Januar 2025 zum Erstligaabsteiger Júbilo Iwata.